# Alžběta Filipína Francouzská
Alžběta Filipína Francouzská (celým jménem Alžběta Filipína Marie Helena Bourbonská, 7. května 1764, Versailles – 10. května 1794, Paříž) byla francouzská princezna, sestra tří francouzských králů: Ludvíka XVI., Ludvíka XVIII. a Karla X. Během Velké francouzské revoluce se jí, na rozdíl od tet Marie Adély a Viktorie Luisy, nepodařilo utéct za hranice a byla na Place de la Concorde v Paříži popravena. Je římskokatolickou církví považována za mučednici a je uctívána jako Boží služebnice.

## Život

### Mládí

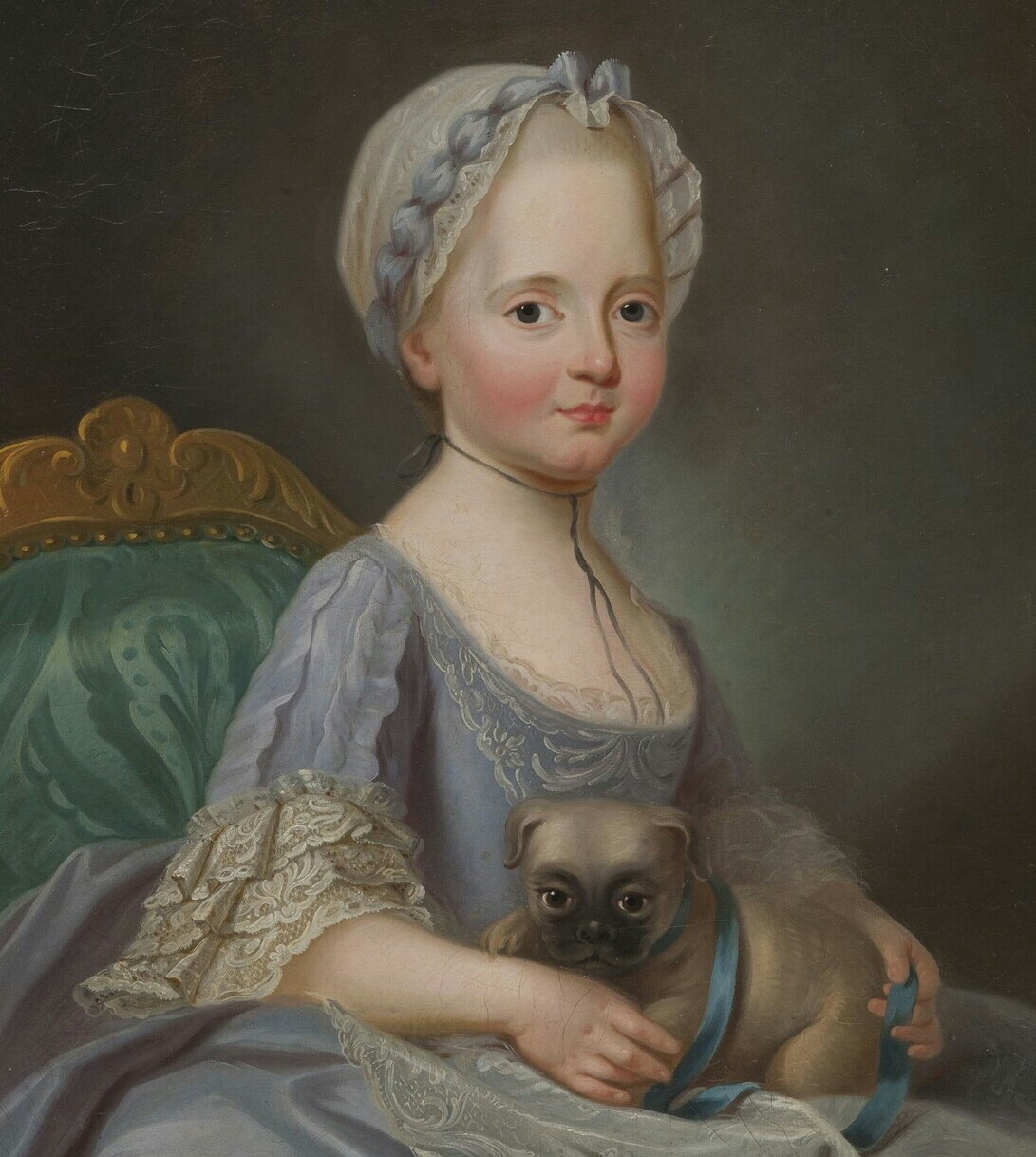
Alžběta Filipína jako dítě v roce 1768

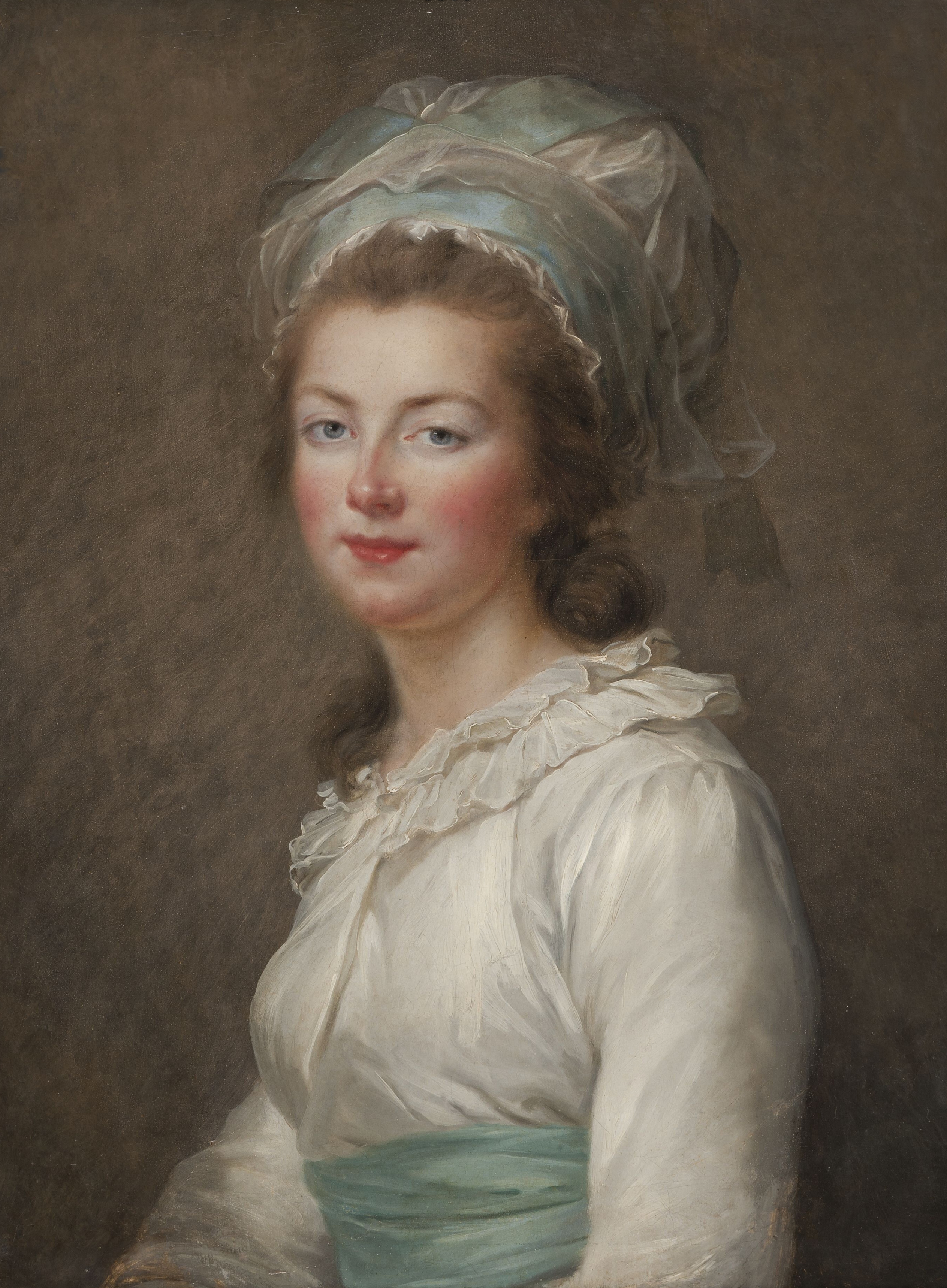
Madame Élisabeth

Alžběta Filipína se narodila 7. května 1764 na zámku ve Versailles jako nejmladší dcera francouzského dauphina Ludvíka Ferdinanda a jeho druhé manželky Marie Josefy Saské. Z otcovy strany byli jejími prarodiči francouzský král Ludvík a jeho manželka Marie, z matčiny strany to byl polský královský pár August a Marie Josefa. Právě jako vnučce francouzského krále jí příslušel titul Petite-Fille de France.
Roku 1765 na souchotiny nečekaně zemřel Alžbětin otec a její nejstarší bratr se tak stal francouzským dauphinem, který byl později známý jako král Ludvík XVI. Jejich matka Marie Josefa se nikdy ze ztráty milovaného manžela nevzpamatovala a zemřela o dva roky později. Z dvouleté Alžběty Filipíny i jejích starších sourozenců se tak stali sirotci.
Ji i její sestru Marii Klotildu vychovávala a vzdělávala Marie Luisa de Rohan, jedna z mnoha příslušnic rodu Rohanů, které vychovávaly francouzské prince a princezny. Z Alžběty Filipíny se stala dobrá jezdkyně na koni, s dobrým vzděláním a citem pro umění. Podobně jako její sestra Marie Klotilda nacházela zalíbení ve hře na hudební nástroje, především pak na violu da gamba a harfu. Byla také hluboce věřící. Nakonec roku 1774 umírá Alžbětin děd Ludvík XV. a jeho nástupcem se stává Alžbětin nejstarší bratr Ludvík August.
Alžbětě Filipíně byl navržen například sňatek s císařem Josefem II., synem Marie Terezie. Nicméně Alžběta Filipína Josefa odmítla a její bratr Ludvík se za ni postavil – tak mohla zůstat ve Francii se zbytkem rodiny.

### Revoluce

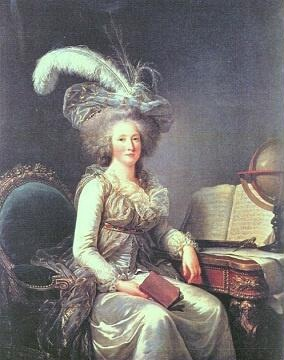
Portrét Alžběty Filipíny od Adélaïde Labille-Guiard

17. července 1789, tři dny po dobytí Bastily, byl na přání krále Ludvíka vyslán vévoda Karel, Alžbětin bratr a budoucí francouzský král, do zahraničí, aby se skryl před revolucionáři. I Alžběta Filipína měla možnost odjet s tetami Marií Adélou a Viktorií Luisou do Itálie, kde by se jich ujala Marie Klotilda, královna sardinská a sestra Alžběty Filipíny. Nicméně, tuto nabídku odmítla a zůstala se zbytkem rodiny ve Francii. I když jí byl útěk nabídnut podruhé, odmítla.
10. srpna 1792 povstalci napadli Tuilerijský palác, kde zrovna královská rodina pobývala. Královští se pokusili najít záchranu na Zákonodárném národním shromáždění, nicméně ani ti jim nepomohli. O tři dny později byla rodina převezena do Templu v Paříži. 21. ledna 1793 proběhla poprava bývalého krále a Alžbětina bratra. Následník trůnu, Ludvík XVII., byl oddělen od rodiny. 2. srpna 1793 byla Marie Antoinetta převezena do Conciergerie a následně popravena. Krátce před popravou ještě napsala dopis adresovaný Alžbětě Filipíně, ten ale adresátce nikdy nedorazil. Ještě dlouho po smrti Marie Antoinetty žila Alžběta Filipína a její společnice, královnina dcera Marie Terezie, v nevědomosti; žádná z nich netušila, že královna je mrtvá.

### Poprava
Podle Robespierra byla Alžběta Filipína nebezpečná, avšak jeho původním plánem bylo pouze ji vyhnat z Paříže.  9. května 1794 ale byla převezena do Conciergerie a postavena před Revoluční tribunál. Byla obviněna z napomáhání při králově útěku a finanční podpory francouzské protiodbojové armády. Během procesu byla označována jako „sestra tyrana“ a ona na takové označení pohotově zareagovala:
| „ | Kdyby byl můj bratr to, co říkáte, nebyli byste ani vy, ani já tam, kde právě jsme. | “ |

Následujícího dne byla odsouzena k popravě. Byla popravena společně s dalšími třiadvaceti muži a ženami, kteří byli souzeni ve stejnou dobu. Údajně také pro podporu ostatních odříkávala žalm 130, De Profundis, dokud nepřišla řada na ni. Byla gilotinována. Její tělo bylo pohřbeno v hromadném hrobě na bývalém hřbitově Errancis. Nicméně, její bratr Ludvík XVIII. se snažil o řádné pochování svých předků a příbuzných a nezapomněl ani na Alžbětu Filipínu. Avšak když byl hrob otevřen, byla těla natolik rozložená, že nešlo poznat, kdo je kdo. Proto bylo každé jedno tělo uloženo do samostatného hrobu v Pařížských katakombách.

## Příčina blahořečení a svatořečení
V roce 1953 uznal papež Pius XII. dekretem hrdinskou povahu jejích ctností, jednoduše kvůli mučednictví. Princezna byla prohlášena za Boží služebnici a příčinu blahořečení oficiálně představil 23. prosince 1953 pařížský arcibiskup kardinál Maurice Feltin. V roce 2016 kardinál André Vingt-Trois, pařížský arcibiskup, znovu aktivoval příčinu jejího blahořečení. Otec Xavier Snoëk, farář farnosti Sainte-Élisabeth-de-Hungary, byl jmenován postulátorem věci (kostel ve staré chrámové čtvrti, kde byla princezna uvězněna), a v květnu 2017 uznal sdružení věrných propagátorů jejich příčiny. Kardinál Vingt-Trois dne 15. listopadu 2017 po konzultaci s francouzskou biskupskou konferencí a nihil obstat Kongregace pro kauzy svatých v Římě doufá, že tento proces povede ke svatořečení madame Elisabeth, sestry Ludvíka XVI.

## Vývod z předků
|                              |                                       |  |                     |                                        |  |  |  |  |  |  |  | Ludvík Francouzský |
|                              |                                       |  |                     |                                        |  |  |  |  |  |  |  |                    |
|                              | Ludvík Francouzský                    |  |                     |                                        |  |  |  |  |  |  |  |                    |
|                              |                                       |  |                     |                                        |  |  |  |  |  |  |  |                    |
|                              |                                       |  |                     | Marie Anna Bavorská                    |  |  |  |  |  |  |  |                    |
|                              |                                       |  |                     |                                        |  |  |  |  |  |  |  |                    |
|                              | Ludvík XV.                            |  |                     |                                        |  |  |  |  |  |  |  |                    |
|                              |                                       |  |                     |                                        |  |  |  |  |  |  |  |                    |
|                              |                                       |  |                     | Viktor Amadeus II.                     |  |  |  |  |  |  |  |                    |
|                              |                                       |  |                     |                                        |  |  |  |  |  |  |  |                    |
|                              | Marie Adelaide Savojská               |  |                     |                                        |  |  |  |  |  |  |  |                    |
|                              |                                       |  |                     |                                        |  |  |  |  |  |  |  |                    |
|                              |                                       |  |                     | Anna Marie Orleánská                   |  |  |  |  |  |  |  |                    |
|                              |                                       |  |                     |                                        |  |  |  |  |  |  |  |                    |
|                              | Ludvík Ferdinand Bourbonský           |  |                     |                                        |  |  |  |  |  |  |  |                    |
|                              |                                       |  |                     |                                        |  |  |  |  |  |  |  |                    |
|                              |                                       |  |                     | Rafael Leszczyński                     |  |  |  |  |  |  |  |                    |
|                              |                                       |  |                     |                                        |  |  |  |  |  |  |  |                    |
|                              | Stanislav I. Leszczyński              |  |                     |                                        |  |  |  |  |  |  |  |                    |
|                              |                                       |  |                     |                                        |  |  |  |  |  |  |  |                    |
|                              |                                       |  |                     | Anna Leszczyńska                       |  |  |  |  |  |  |  |                    |
|                              |                                       |  |                     |                                        |  |  |  |  |  |  |  |                    |
|                              | Marie Leszczyńská                     |  |                     |                                        |  |  |  |  |  |  |  |                    |
|                              |                                       |  |                     |                                        |  |  |  |  |  |  |  |                    |
|                              |                                       |  |                     | Jan Karol Opaliński                    |  |  |  |  |  |  |  |                    |
|                              |                                       |  |                     |                                        |  |  |  |  |  |  |  |                    |
|                              | Kateřina Opalinská                    |  |                     |                                        |  |  |  |  |  |  |  |                    |
|                              |                                       |  |                     |                                        |  |  |  |  |  |  |  |                    |
|                              |                                       |  |                     | Zofia Czarnkowska                      |  |  |  |  |  |  |  |                    |
|                              |                                       |  |                     |                                        |  |  |  |  |  |  |  |                    |
| Alžběta Filipína Francouzská |                                       |  |                     |                                        |  |  |  |  |  |  |  |                    |
|                              |                                       |  |                     |                                        |  |  |  |  |  |  |  |                    |
|                              |                                       |  | Jan Jiří III. Saský |                                        |  |  |  |  |  |  |  |                    |
|                              |                                       |  |                     |                                        |  |  |  |  |  |  |  |                    |
|                              | August II. Silný                      |  |                     |                                        |  |  |  |  |  |  |  |                    |
|                              |                                       |  |                     |                                        |  |  |  |  |  |  |  |                    |
|                              |                                       |  |                     | Anna Žofie Dánská                      |  |  |  |  |  |  |  |                    |
|                              |                                       |  |                     |                                        |  |  |  |  |  |  |  |                    |
|                              | August III. Polský                    |  |                     |                                        |  |  |  |  |  |  |  |                    |
|                              |                                       |  |                     |                                        |  |  |  |  |  |  |  |                    |
|                              |                                       |  |                     | Kristián Ernest z Brandenburg-Bayreuth |  |  |  |  |  |  |  |                    |
|                              |                                       |  |                     |                                        |  |  |  |  |  |  |  |                    |
|                              | Kristýna Eberhardýna Hohenzollernská  |  |                     |                                        |  |  |  |  |  |  |  |                    |
|                              |                                       |  |                     |                                        |  |  |  |  |  |  |  |                    |
|                              |                                       |  |                     | Sofie Louisa Württemberská             |  |  |  |  |  |  |  |                    |
|                              |                                       |  |                     |                                        |  |  |  |  |  |  |  |                    |
|                              | Marie Josefa Saská                    |  |                     |                                        |  |  |  |  |  |  |  |                    |
|                              |                                       |  |                     |                                        |  |  |  |  |  |  |  |                    |
|                              |                                       |  |                     | Leopold I.                             |  |  |  |  |  |  |  |                    |
|                              |                                       |  |                     |                                        |  |  |  |  |  |  |  |                    |
|                              | Josef I. Habsburský                   |  |                     |                                        |  |  |  |  |  |  |  |                    |
|                              |                                       |  |                     |                                        |  |  |  |  |  |  |  |                    |
|                              |                                       |  |                     | Eleonora Magdalena Falcko-Neuburská    |  |  |  |  |  |  |  |                    |
|                              |                                       |  |                     |                                        |  |  |  |  |  |  |  |                    |
|                              | Marie Josefa Habsburská               |  |                     |                                        |  |  |  |  |  |  |  |                    |
|                              |                                       |  |                     |                                        |  |  |  |  |  |  |  |                    |
|                              |                                       |  |                     | Jan Fridrich Brunšvicko-Lüneburský     |  |  |  |  |  |  |  |                    |
|                              |                                       |  |                     |                                        |  |  |  |  |  |  |  |                    |
|                              | Amálie Vilemína Brunšvicko-Lüneburská |  |                     |                                        |  |  |  |  |  |  |  |                    |
|                              |                                       |  |                     |                                        |  |  |  |  |  |  |  |                    |
|                              |                                       |  |                     | Benedikta Jindřiška Falcko-Simmernská  |  |  |  |  |  |  |  |                    |
|                              |                                       |  |                     |                                        |  |  |  |  |  |  |  |                    |